# Kofce Gora
Il monte Kofce Gora (in tedesco: Hüttenberg) con 1.967 m s.l.m. è una montagna della catena montuosa del Gruppo della Košuta delle Caravanche Occidentali appartenente alle Alpi Giulie.
È situato al confine tra Austria e Slovenia rispettivamente nei comuni di Zell e Tržič.